# Abdel Nabi El-Sayed Mahran
Abdel Nabi El-Sayed Mahran (en arabe : عبد النبي السيد مهران) est un boxeur égyptien né le 29 janvier 1950.

## Carrière
Évoluant dans la catégorie des poids coqs, Abdel Nabi El-Sayed Mahran est médaillé d'or aux championnats d'Afrique de Kampala en 1974 puis médaillé de bronze aux Jeux méditerranéens d'Alger en 1975. Aux Jeux olympiques d'été de 1976 à Montréal, il est éliminé au premier tour par l'Italien Bernardo Onori.